# 松山愛里
松山 愛里 （まつやま あいり、1990年7月15日 - ）は、日本の女優、タレント、モデル。福岡県出身。血液型はA型。

## 来歴・人物
小学1年生の時、母親に勧められて地元・福岡のタレント養成所に1年程通う。その後、小学5年生の時、雑誌『ラブベリー』のオーディションを受け、合格し、2002年、同誌の専属モデルとしてデビュー。福岡でもモデルやユニットでの活動も行なっていた。また、モデルデビュー以後、高校時代までは地元の学校に通っていたため、東京での仕事の際は福岡と東京を往き来する生活を送っていた。
2006年、elite ModelLook 2006日本大会ファイナリスト（芸能部門）となったことがきっかけで、モデル事務所・エリートジャパン（現・ネイムマネジメント）内のTES COMPANY（田辺エージェンシー・スマイルカンパニーとの3社合同プロジェクト）に所属し、女優としての活動を開始。2008年には昼帯ドラマ『京都へおこしやす!』（TBS系）で連続ドラマ初レギュラー出演を果たすとともに、映画『ひぐらしのなく頃に』で主要人物・竜宮レナ役を演じ、映画デビュー。
2010年10月、エリートジャパンから田辺エージェンシーへ移籍。その後、2013年頃にエビス大黒舎へ移籍。
2014年1月1日付でエビス大黒舎からザッコへ移籍。
特技はダンス、ピアノ、ギター、ホルン。好きな女優は菅野美穂、小林聡美。
モデルの岸本セシルは友人。シンガーソングライターの藤田恵名は高校の同級生。

## 出演

### テレビドラマ
- 世にも奇妙な物語（フジテレビ）
  - 世にも奇妙な物語 '07春の特別編「雰差値教育」（2007年3月26日） - 川上 役
  - 世にも奇妙な物語 '09春の特別編「真夜中の殺人者」（2009年3月30日） - 志村ひろみ 役
  - 世にも奇妙な物語 '09秋の特別編「検索する女」（2009年10月5日） - 大森アキ 役
  - 世にも奇妙な物語 '12秋の特別編「相席の恋人」（2012年10月6日） - 由美 役
- 麗わしき鬼（2007年4月 - 6月、東海テレビ制作、フジテレビ系列） - タイトルバックのみの出演
- 京都へおこしやす!（2008年1月 - 2月29日、毎日放送制作、TBS系） - 田村みちる 役
- 四つの嘘（2008年7月 - 9月、テレビ朝日） - 原冬子 役
- RESET 第1話（2009年1月15日、日本テレビ） - 長沢理沙 役
- 最後の晩餐 〜刑事・遠野一行と七人の容疑者〜（2011年5月14日、テレビ朝日） - 福原みちる 役
- 名探偵コナン 工藤新一への挑戦状 第6話（2011年8月11日、読売テレビ制作・日本テレビ系列） - 安藤和代 役
- 愛・命 〜新宿歌舞伎町駆け込み寺〜（2011年12月17日、テレビ朝日） - 高原マキ 役
- ダーティ・ママ! 第6話（2012年2月15日、日本テレビ） - ジェニファー / 小宮山宏美 役
- 向田邦子 イノセント 第2話「きんぎょの夢」（2012年3月31日、WOWOW） - 安井芽衣 役
- たぶらかし-代行女優業・マキ- 第6話（2012年5月10日、読売テレビ制作・日本テレビ系列） - 桐嶋美響 役
- 金曜プレステージ 屍活師〜女王の法医学〜（2013年9月27日、フジテレビ） - 鈴原美弥子 役
- 夫のカノジョ 第4話（2013年11月14日、TBS）
- 聖母・聖美物語（2014年　東海テレビ） - 星川結花 役
- 孤独のグルメ Season4 第4話（2014年7月30日、テレビ東京） - 谷村今日子 役
- 新・刑事吉永誠一 第1話（2014年10月17日、テレビ東京） - 刈谷理美 役
- すべてがFになる 第1話・2話（2014年10月21日・28日、フジテレビ） - 船見真智子 役
- 素敵な選TAXI 第7話（2014年11月25日、関西テレビ制作、フジテレビ系列） - レディース 役
- 相棒 Season14　第3話「死に神」（2015年10月28日、テレビ朝日） - 坂下真里 役
- 日本のヴァイオリン王〜名古屋が生んだ世界のマエストロ 鈴木政吉物語〜（2016年2月14日、東海テレビ） - 鈴木はな 役
- 三匹のおっさん３～正義の味方、みたび！！～ 第4話（2017年2月10日、テレビ東京系列） - 河野真由美　役
- きのう何食べた?（2019年4月6日 - 6月29日、テレビ東京系列） ‐ 麻生美香 役
  - きのう何食べた? season2（2023年10月7日 - 、テレビ東京系列）[5]
- ミステリと言う勿れ 第2話（2022年1月17日、フジテレビ）- 保育士 役

### 映画
- ひぐらしのなく頃に（ファントム・フィルム） - 竜宮レナ 役
  - ひぐらしのなく頃に（2008年5月10日公開）
  - ひぐらしのなく頃に 誓（2009年4月18日公開）
- ゴールデンスランバー （2010年1月30日公開、東宝） - カナエ 役
- 君に届け（2010年9月25日公開、東宝） - 遠藤朋美 役
- 脇役物語（2010年10月23日公開、東京テアトル） - ナース 役
- 鍵泥棒のメソッド（2012年9月15日公開、クロックワークス） - 派手な女 役
- ジンクス!!!（2013年11月16日公開、ティ・ジョイ） - 室井邦子 役
- 私の男（2014年6月14日公開、日活） - サカマキ 役
- 心が叫びたがってるんだ。（2017年7月22日公開、アニプレックス） - 泰史の浮気相手 役
- スマホを落としただけなのに（2018年11月2日公開、東宝） - 宮本まゆ 役
- 殺人鬼を飼う女（2019年4月12日公開、KADOKAWA） - ゆかり 役[6]

### CM
- ヤマザキ 『中華まん』（2007年 - 2008年 秋・冬）
- キリンビール 『麒麟淡麗』（2012年）
- オートバックス 「低燃費タイヤ」篇（2013年 - ）
- 大正製薬『大正漢方胃腸薬』 （2013年 -）
- 味の素 『クノール スープDELI』（2013年 -）
- 住友不動産 「新築そっくりさん」
- 三井ショッピングパーク ららぽーと 第7話「おじさんOL」ららぽーとバーゲン篇（波瑠と共演）（2016年）

### Web
- 彼は、妹の恋人（2011年、BeeTV） - 森亜由美 役

### PV
- 氣志團「Theアイシテル」
- DJ OZMA「One Night」
- ムック「ホリゾント」

### 雑誌
- ラブベリー（2002年 - 2003年、徳間書店） - 専属モデル

### 舞台
- 2014年 ロウドクノチカラ “Isaka Short Stories”「透明ポーラーベア」 - 芽衣子 役

### その他
- デジタル・スタジアム（2009年 - 2011年、NHK） - レギュラー、ナレーション担当